# Breheimen nationalpark
Breheimen nationalpark er en norsk nationalpark som ligger i et fjeld- og bræområde i Innlandet og Vestland fylker; i området kendt som Breheimen. Parken ble oprettet 7. august 2009, for at «tage vare på et stort, sammenhængende og vildmarkspræget naturområde som indeholder særegne, repræsentative økosystemer og landskaber som er uden store indgreb.»  og den dækker et område på 1.671 km2.
Nationalparken ligger i kommunerne Skjåk, Lom og Luster; Den grænser op til fem landskapsvernområder og et naturreservat som blev oprettet samtidig, sådan at det samlede værneområde udgør 1.794 km2: Strynefjellet , Mysubytta, Høydalen, Mørkridsdalen og Vigdalen landskapsvernområder, og Høyrokampen naturreservat. I og med disse områder indgår i den nye nationalpark, er det  i et sammenhængende værneområde som også omfatter Jostedalsbreen nationalpark.

## Geografi, landskab, geologi
Landskabet er præget af isbræer, fosser, frodige dale, højfjeldsområder og kulturlandskab præget af sæterbrug.

## Flora og fauna
Den sydlige del af Ottadalen vildrrenområde indgår i nationalparken. 

## Kulturminder
Området indeholder spor efter 6000 års brug: fangstanlæg, jakthytter, sætere og veje. 

## Forvaltning og brug af området
28% af nationalparkens areal er statsalmenning, mens 54% ejes af Skjåk Allmenning.

## Eksterne kilder og henvisninger
1. ↑  Regjeringen.no: Verneforskriften

- Informationsside om Breheimen nationalpark Arkiveret 6. juni 2011 hos  Wayback Machine hos Direktoratet for naturforvaltning.
- Informasjon om Breheimen hos Skjåk Allmenning Arkiveret 4. maj 2011 hos  Wayback Machine

61°48′00″N 7°50′00″Ø / 61.8°N 7.8333°Ø